# Eraser (Album)
Eraser ist das achte Studioalbum der deutschen Postrock-/Post-Metal-Band Long Distance Calling. Es erschien am 26. August 2022 über earMusic und ist ein Konzeptalbum über vom Aussterben bedrohte Tierarten. Abgesehen vom Intro ist jedes Lied einer anderen Tierart gewidmet.

## Entstehung

### Songwriting
Da die Band aufgrund der andauernden COVID-19-Pandemie nach der Veröffentlichung des Albums How Do We Want to Live? und die EP Ghost nicht auf Tournee gehen konnte, hatten die Musiker laut dem Bassisten Jan Hoffmann „mehr Zeit als sonst und Bock“ darauf, neue Musik zu schreiben. Anstatt „frustriert zu Hause rumzusitzen“ hätten sich die Bandmitglieder in den Proberaum begeben, was er als ziemlich positiv empfand. Das neue Album sei eine Gegenreaktion auf das elektronisch ausgefallene letzte Studioalbum. Jan Hoffmann erklärte, dass es sich viel natürlicher anfühlte, echte Instrumente zu verwenden. Im Gegensatz zu früheren Alben hätten die Musiker dieses Mal immer Lied für Lied nacheinander abgeschlossen. Für jedes Lied und darin behandelte Tierart machten sich die Musiker vorher Gedanken und über das Aussehen, den Lebensraum und die Bewegungsart der Tiere und versuchten dann, dies musikalisch umzusetzen.

### Aufnahmen
Das Album wurde von der Band selbst produziert und ist in verschiedenen Tonstudios aufgenommen worden. Die Gitarren und der Bass wurden im Sound Ranger Studio, dem Tonstudio des Gitarristen David Jordan in Münster aufgenommen. Es befindet sich im gleichen Gebäude wie der Proberaum der Band. Das Schlagzeug wurde zum größten Teil im Tessmar Studio in Hannover aufgenommen. Laut Janosch Rathmer gäbe es in Deutschland keinen besseren Raum, den man für das Schlagzeug finden könnte. Weitere Aufnahmen fanden im Go-Recording Jovel Tonstudio in Münster sowie in den Horus-Sound-Studios in Hannover statt. Auf dem Album wurden keine Schlagzeug-Samples verwendet. Jan Hoffmann erklärte, dass diese altmodische Arbeitsweise sehr mühsam gewesen wäre. Allerdings würde das Ergebnis für die Musiker einfach besser klingen.
Arne Neurand übernahm das Abmischen und Jean-Pierre Chalbos das Mastering im La Source Mastering in Paris. Bei dem Lied Sloth ist ein Saxophon zu hören, das von Jørgen Munkeby von der norwegischen Band Shining eingespielt wurde. Eraser ist ein rein instrumentales Album, welches auf die in Vergangenheit stetig eingesetzten Sprachsamples verzichtet. Insgesamt dauerten die Aufnahmen rund drei Wochen. Arne Neurand brauchte dann noch einmal rund drei Wochen für das Abmischen. Mitte Februar 2022 war das Album dann fertig.

### Veröffentlichung
Das Album wurde am Tag der Erde, dem 22. April 2022, angekündigt. Gleichzeitig veröffentlichte die Band das Musikvideo zu der ersten Single Kamilah. Gleichzeitig verkündeten Long Distance Calling den Wechsel der Plattenfirma von InsideOut Music zu earMusic. Am 30. Mai 2022 folgte die zweite Single Giants Leaving samt Video. Beide Musikvideos wurden von Costin Chioreanu kreiert. Am 15. Juli 2022 wurde das Titellied als Single veröffentlicht. Das Musikvideo entstand in Kooperation mit der Umweltschutzorganisation Greenpeace, die große Teile des Bildmaterials zur Verfügung stellte. Neben verschiedenen LP-Varianten ist das Album auch als „Recycled Vinyl“ erhältlich. Hierbei handelt sich um LPs, die zu 100 Prozent aus recyceltem Farbvinyl hergestellt wurden. Jedes Exemplar dieser Version ist damit ein Unikat.

## Hintergrund
Bei Eraser handelt es sich um ein Konzeptalbum, welches den vom Aussterben bedrohten Tierart gewidmet ist. Abgesehen vom Intro Enter: Death Box dreht sich jeder Titel um ein bestimmtes Lebewesen. Die Idee zum Konzept hatte Schlagzeuger Janosch Rathmer, nachdem er einen Dokumentarfilm über den Grönlandhai gesehen hatte.

„Mit Eraser wollen wir die Verbindung zwischen uns Menschen und unserer natürlichen Umgebung, von der wir Teil sind, betonen. Wir sind verantwortlich für unser Handeln und den bereits entstandenen Schaden an diesem hochempfindlichen Gleichgewicht. Während der nächsten Wochen und Monaten wollen wir dieses wichtige Thema beleuchten und ein vielfältiges musikalisches und thematisches Universum mit Euch erkunden. Dafür haben wir einen coolen Partner gefunden, mehr Infos bald. The time for change is now!“

Das Musikvideo zum Titellied ist eine visuelle Umsetzung der Rolle des Menschen sowohl als Unterdrücker der Natur als auch als Opfer des eigenen Handelns. Das erste Lied Enter: Death Box handelt von einer Black Box, die auf der Insel Tasmanien vergraben wurde, um die Gründe für die Zerstörung des Planeten und der Umwelt aufzuzeichnen. Laut Janosch Rathmer zeigt das Albumcover eine menschliche Hand, die einen Würfel hält. Dieser Würfel würde die Black Box darstellen. Der Mensch wäre „der Einzige, der das Problem beseitigen könne, ist aber natürlich auch derjenige, der das Problem verursacht hat“.

## Rezeption

### Rezensionen
Peter Kubaschk vom Onlinemagazin Powermetal.de urteilte, dass sich Eraser „locker auf dem Niveau“ der beiden Vorgängeralbum befinde. Lediglich das Lied Sloth wäre „eine kleine Spur zu behäbig“, weswegen Kubaschk 8,5 von zehn Punkten vergab. Katrin Riedl vom deutschen Magazin Metal Hammer schrieb, dass sich auf Eraser die „faszinierende Schönheit der Schöpfung auf das unbarmherzige, alles zermalmende Rad der Zeit prallt“. Da „niemand hätte ahnen können, dass sich das Verschwinden der Giganten in derart packende, auch ohne Worte tief bewegende Musik übersetzen ließe“, vergab Riedl 5,5 von sieben Punkten.

### Charts und Chartplatzierungen
| ChartsChartplatzierungen | Höchstplatzierung | Wochen |
| ------------------------ | ----------------- | ------ |
| Deutschland (GfK)        | 5 (2 Wo.)         | 2      |
| Schweiz (IFPI)           | 29 (1 Wo.)        | 1      |

### Bestenlisten
| Publikation | Liste                      | Werk    | Platz    |
| ----------- | -------------------------- | ------- | -------- |
| laut.de     | Die 25 Videos des Jahres 1 | Kamilah | J [ 14 ] |

## Eraser Tour
Die folgende Tabelle beinhaltet alle Konzerte, die Long Distance Calling während ihrer Eraser Tour spielen werden. Die Tour sollte ursprünglich am 14. Februar 2023 in Manchester beginnen und am 22. März 2023 in München enden. Die Tour sollte die Band durch zehn deutsche Städte sowie zweimal in das Vereinigte Königreich und jeweils einmal nach Frankreich, die Niederlande, Österreich, Polen und die Schweiz führen. Die Termine in Manchester, Wien, Krakau und Karlsruhe mussten jedoch abgesagt werden, da „der Vorverkauf keine sinnvolle Planung und Durchführung zulässt“. Dadurch begann die Tournee erst am 15. Februar 2023 in London. Zusätzlich kam ein Auftritt in Berlin hinzu. Die Tournee umfasste nun 13 Termine in fünf Ländern. Als Vorgruppe war die norwegische Band Pil & Bue dabei, deren Sänger Petter Carlsen auf Long Distance Callings Album Trips zu hören war. Bei den Terminen in Deutschland trat darüber hinaus noch der ehemalige Tribulation-Gitarrist Jonathan Hultén auf.
Ausgefallene Termine sind rot unterlegt.
| Datum            | Stadt             | Veranstaltungsort     |
| ---------------- | ----------------- | --------------------- |
| 14. Februar 2023 | Manchester        | Rebellion             |
| 15. Februar 2023 | London            | Boston Music Room     |
| 16. Februar 2023 | Tilburg           | Hall of Fame          |
| 17. Februar 2023 | Trier             | Mergener Hof          |
| 18. Februar 2023 | Paris             | Backstage by the Mill |
| 19. Februar 2023 | Aarau             | KiFF                  |
| 21. Februar 2023 | Wien              | Chelsea               |
| 22. Februar 2023 | Krakau            | Kamienna 12           |
| 12. März 2023    | Karlsruhe         | Substage              |
| 14. März 2023    | Frankfurt am Main | Batschkapp            |
| 15. März 2023    | Köln              | Kantine               |
| 16. März 2023    | Bielefeld         | Forum                 |
| 17. März 2023    | Hannover          | Musikzentrum          |
| 18. März 2023    | Hamburg           | Gruenspan             |
| 19. März 2023    | Berlin            | Frannz                |
| 21. März 2023    | Leipzig           | UT Connewitz          |
| 22. März 2023    | München           | Backstage             |